# Fünfkampf-Europameisterschaft 1977

Logo CEB (ausrichtender Verband)

Die Fünfkampf-Europameisterschaft 1977, auch Pentathlon-Europameisterschaft genannt, war das fünfte Turnier in dieser Disziplin des Karambolagebillards und fand vom 9. bis zum 13. März 1977 in Krefeld statt. Es war die erste Fünfkampf-Europameisterschaft in Deutschland.

## Geschichte
Bis zum letzten Durchgang war diese Fünfkampf-EM offen. Ludo Dielis führte mit 12:0 Matchpunkten vor Dieter Müller mit 10:2 Matchpunkten. Das machte die Meisterschaft spannender, da zum ersten Mal die Matchpunkte für den Turniersieg ausschlaggebend waren. Das Finale startete mit Sieger von Müller in der Freien Partie und im Cadre 47/1. Für den Titelgewinn brauchte der Berliner einen 7:3-Sieg. Im Einband siegte Dielis in einer Kampfpartie mit 100:74 in 14 Aufnahmen. Die Cadre 71/2-Partie bis 150 Punkte beendete Müller in der ersten Aufnahme, aber Dielis schaffte das Gleiche und es stand 5:3. Jetzt zeigte sich die Überlegenheit der Belgier im Dreiband. Dielis siegte sicher mit 30:17 in 28 Aufnahmen und wurde zum zweiten Mal Europameister im Fünfkampf. Etwas überraschend kam der Titelverteidiger Raymond Ceulemans mit den neuen Spieldistanzen und dem neuen System nicht so gut zurecht wie er es gewohnt war und wurde nur Dritter. Einen ganz starken Eindruck hinterließ der junge Niederländer Christ van der Smissen der Vierter wurde.

## Modus
Gespielt wurde das ganze Turnier im Round Robin Modus.
1. PP = Partiepunkte
2. MP = Matchpunkte
3. VGD = Verhältnismäßiger Generaldurchschnitt
4. BVED = Bester Einzel Verhältnismäßiger Durchschnitt

Es wurde zur Berechnung des VGD die 'Portugiesische Tabelle' vom März 1977 angewendet. Hierbei werden die verschiedenen Disziplinen nach einer Formel berechnet. Die Welt-Meisterschaften (und natürlich auch die Europameisterschaften) im Fünfkampf ab 1965 waren auch unter dem Namen 'Neo Pentathlon' bekannt. Die 'Portugiesische Tabelle' wurde 1977 modifiziert. Dadurch sind die Durchschnitte vor 1977 nicht vergleichbar.
Freie Partie: Distanz 250 Punkte
Cadre 47/1: Distanz 150 Punkte
Einband: Distanz 100 Punkte
Cadre 71/2: Distanz 150 Punkte
Dreiband: Distanz 30 Punkte
Der Fünfkampf wurde auch in dieser Spielfolge gespielt.
In der Endtabelle wurden die erzielten Matchpunkte vor den Partiepunkten und dem VGD gewertet.
Unentschiedene Partien in einer Aufnahme wurden mit 2:2 Partiepunkten gewertet.

## Abschlusstabelle
| Legende | Legende                                       |
| --- | --------------------------------------------- |
| Abk. | Bedeutung                                     |
| Pkt. | erzielte Punkte                               |
| Aufn. | benötigte Aufnahmen                           |
| ED | Einzeldurchschnitt                            |
| GD | Generaldurchschnitt                           |
| VGD | Verhältnismässiger Generaldurchschnitt        |
| BMD | Bester Mannschaftsdurchschnitt                |
| BED | Bester Einzeldurchschnitt                     |
| BSD | Bester Satzdurchschnitt                       |
| BEVD | Bester Einzel Verhältnismässiger Durchschnitt |
| HS | Höchstserie                                   |
| MP | Match Points                                  |
| PP | Partie Punkte                                 |
| G-U-V | Gewonnen-Unentschieden-Verloren               |
| SV | Satzverhältnis                                |
| WRP | Weltranglistenpunkte                          |
| | 1. Platz (Gold)                               |
| | 2. Platz (Silber)                             |
| | 3. Platz (Bronze)                             |
| | Bester GD des Turniers/Runde                  |
| | Bester VGD des Turniers/Runde                 |
| | Bester ED des Turniers/Runde                  |
| | Bester BVGD des Turniers/Runde                |
| | Beste HS des Turniers/Runde                   |
| (Evtl. finden nicht alle Begriffe Anwendung oder einige sind nicht aufgeführt. Diese können in der Liste der Karambolage-Begriffe nachgesehen werden.) |                                               |

| Endklassement              | Endklassement          | Endklassement | Endklassement | Endklassement | Endklassement | Endklassement | Endklassement | Endklassement | Endklassement |
| Platz                      | Name                   | MP            | PP            | VGD           | BVED          |               |               |               |               |
| -------------------------- | ---------------------- | ------------- | ------------- | ------------- | ------------- | ------------- | ------------- | ------------- | ------------- |
| 1                          | Ludo Dielis            | 13:1          | 47:25         | 152,61        | 1038,36       |               |               |               |               |
| 2                          | Dieter Müller          | 11:3          | 44:28         | 106,79        | 270,42        |               |               |               |               |
| 3                          | Raymond Ceulemans      | 10:4          | 47:23         | 164,11        | 371,44        |               |               |               |               |
| 4                          | Christ van der Smissen | 10:4          | 46:24         | 118,71        | 246,20        |               |               |               |               |
| 5                          | Roland Dufetelle       | 5:9           | 33:37         | 82,41         | 123,96        |               |               |               |               |
| 6                          | Klaus Hose             | 3:11          | 25:45         | 75,70         | 225,35        |               |               |               |               |
| 7                          | Franz Stenzel          | 3:11          | 21:49         | 57,38         | 108,10        |               |               |               |               |
| 8                          | Piet Vet               | 1:13          | 19:51         | 60,44         | 116,55        |               |               |               |               |
| Turnierdurchschnitt: 87,07 |                        |               |               |               |               |               |               |               |               |

## Disziplintabellen
| Platz                      | Name                   | MP   | Pkte. | Aufn. | GD     | BED    | HS  | VGD    |
| -------------------------- | ---------------------- | ---- | ----- | ----- | ------ | ------ | --- | ------ |
| 1                          | Dieter Müller          | 12:2 | 1619  | 13    | 124,53 | 250,00 | 752 | 124,53 |
| 2                          | Christ van der Smissen | 10:4 | 1253  | 10    | 125,30 | 250,00 | 752 | 125,30 |
| 3                          | Ludo Dielis            | 7:7  | 1008  | 14    | 72,00  | 250,00 | 415 | 72,00  |
| 4                          | Roland Dufetelle       | 7:7  | 1099  | 17    | 64,64  | 250,00 | 500 | 64,64  |
| 5                          | Franz Stenzel          | 7:7  | 1250  | 21    | 59,52  | 125,00 | 229 | 59,52  |
| 6                          | Klaus Hose             | 6:8  | 1120  | 15    | 74,66  | 250,00 | 250 | 74,66  |
| 7                          | Raymond Ceulemans      | 4:10 | 705   | 16    | 44,06  | 250,00 | 251 | 44,06  |
| 8                          | Piet Vet               | 3:11 | 808   | 20    | 40,40  | 125,00 | 249 | 40,40  |
| Turnierdurchschnitt: 70,33 |                        |      |       |       |        |        |     |        |

| Platz                      | Name                   | MP   | Pkte. | Aufn. | GD    | BED    | HS  | VGD    |
| -------------------------- | ---------------------- | ---- | ----- | ----- | ----- | ------ | --- | ------ |
| 1                          | Dieter Müller          | 11:3 | 963   | 31    | 31,06 | 75,00  | 124 | 147,06 |
| 2                          | Christ van der Smissen | 10:4 | 880   | 39    | 22,56 | 50,00  | 123 | 99,41  |
| 3                          | Ludo Dielis            | 8:6  | 838   | 30    | 27,93 | 75,00  | 102 | 127,46 |
| 4                          | Roland Dufetelle       | 8:6  | 912   | 39    | 23,38 | 50,00  | 92  | 103,60 |
| 5                          | Raymond Ceulemans      | 8:6  | 712   | 36    | 19,77 | 50,00  | 109 | 90,83  |
| 6                          | Piet Vet               | 7:7  | 762   | 33    | 23,09 | 150,00 | 238 | 101,94 |
| 7                          | Klaus Hose             | 2:12 | 479   | 29    | 16,51 | 50,00  | 126 | 67,55  |
| 8                          | Franz Stenzel          | 2:12 | 497   | 41    | 12,12 | 30,00  | 80  | 44,97  |
| Turnierdurchschnitt: 21,73 |                        |      |       |       |       |        |     |        |

| Platz                     | Name                   | MP   | Pkte. | Aufn. | GD    | BED   | HS | VGD    |
| ------------------------- | ---------------------- | ---- | ----- | ----- | ----- | ----- | -- | ------ |
| 1                         | Ludo Dielis            | 12:2 | 673   | 56    | 12,01 | 50,00 | 95 | 296,40 |
| 2                         | Raymond Ceulemans      | 12:2 | 691   | 71    | 9,73  | 16,66 | 66 | 194,00 |
| 3                         | Christ van der Smissen | 10:4 | 621   | 63    | 9,85  | 16,66 | 63 | 200,00 |
| 4                         | Dieter Müller          | 8:6  | 582   | 91    | 6,39  | 12,50 | 52 | 93,55  |
| 5                         | Roland Dufetelle       | 4:10 | 506   | 77    | 6,57  | 11,11 | 34 | 98,22  |
| 6                         | Franz Stenzel          | 4:10 | 505   | 81    | 6,23  | 9,09  | 32 | 90,66  |
| 7                         | Klaus Hose             | 4:10 | 409   | 74    | 5,52  | 8,33  | 25 | 76,40  |
| 8                         | Piet Vet               | 2:12 | 480   | 85    | 5,64  | 10,00 | 43 | 78,00  |
| Turnierdurchschnitt: 7,46 |                        |      |       |       |       |       |    |        |

| Platz                      | Name                   | MP   | Pkte. | Aufn. | GD    | BED    | HS  | VGD    |
| -------------------------- | ---------------------- | ---- | ----- | ----- | ----- | ------ | --- | ------ |
| 1                          | Raymond Ceulemans      | 11:3 | 1032  | 25    | 41,28 | 150,00 | 254 | 141,40 |
| 2                          | Klaus Hose             | 10:4 | 966   | 23    | 42,00 | 150,00 | 308 | 155,00 |
| 3                          | Dieter Müller          | 9:7  | 762   | 19    | 40,10 | 150,00 | 150 | 135,50 |
| 4                          | Christ van der Smissen | 8:6  | 986   | 29    | 34,00 | 150,00 | 198 | 110,00 |
| 5                          | Roland Dufetelle       | 7:7  | 624   | 20    | 31,20 | 75,00  | 141 | 98,80  |
| 6                          | Ludo Dielis            | 6:10 | 776   | 20    | 38,80 | 150,00 | 169 | 129,20 |
| 7                          | Piet Vet               | 5:9  | 601   | 28    | 21,46 | 150,00 | 171 | 63,20  |
| 8                          | Franz Stenzel          | 2:12 | 460   | 24    | 19,16 | 50,00  | 98  | 55,53  |
| Turnierdurchschnitt: 33,01 |                        |      |       |       |       |        |     |        |

| Platz                      | Name                   | MP   | Pkte. | Aufn. | GD    | BED   | HS | VGD    |
| -------------------------- | ---------------------- | ---- | ----- | ----- | ----- | ----- | -- | ------ |
| 1                          | Ludo Dielis            | 14:0 | 210   | 189   | 1,111 | 1,363 | 7  | 138,00 |
| 2                          | Raymond Ceulemans      | 10:2 | 208   | 156   | 1,333 | 1,875 | 9  | 356,00 |
| 3                          | Christ van der Smissen | 8:6  | 186   | 211   | 0,881 | 1,111 | 6  | 59,20  |
| 4                          | Roland Dufetelle       | 7:7  | 183   | 224   | 0,816 | 1,578 | 6  | 46,83  |
| 5                          | Franz Stenzel          | 6:8  | 148   | 198   | 0,747 | 1,071 | 8  | 36,26  |
| 6                          | Dieter Müller          | 4:10 | 152   | 211   | 0,720 | 1,250 | 6  | 34,00  |
| 7                          | Klaus Hose             | 3:11 | 139   | 265   | 0,524 | 0,612 | 6  | 14,93  |
| 8                          | Piet Vet               | 1:13 | 132   | 232   | 0,568 | 1,000 | 6  | 17,86  |
| Turnierdurchschnitt: 0,805 |                        |      |       |       |       |       |    |        |